# Szeto Wah
Szeto Wah (čínsky 司徒華; 28. února 1931, Hongkong – 2. ledna 2011, Hongkong) byl významný hongkongský demokratický aktivista a politik, přezdívaný Uncle Wah. Byl zakládajícím předsedou Hongkongské aliance na podporu vlasteneckých demokratických hnutí Číny, Hongkongského svazu profesionálních učitelů a bývalým členem hongkongské legislativní rady v letech 1985 až 1997 a 1997 až 2004.

## Život a politická činnost
Szeto Wah se narodil 28. února 1931 v Hongkongu a později žil s rodiči v Chikanu, okres Kchaj-pching v provincii Kuang-tung. Jeho otec, Szeto Ting, se během jeho mládí přestěhoval do Hongkongu za prací. V roce 1941, během japonské okupace Hongkongu, se rodina přestěhovala načas do Kchaj-pchingu a koncem války v roce 1945 se vrátila zpět do Hongkongu. Szeto Wah měl sedm sourozenců. Jeho matka zemřela když mu bylo 11 let.
V Hongkongu Szeto Wah studoval na státní škole Yau Ma Tei a poté na Queen's College a studia zakončil na vysoké škole Grantham College of Education. Pod vlivem svého bratra Szeto Minga vstoupil se svými sourozenci během studentských let do YWCA, která byla v té době silně levicově orientovaná. Byl kontaktován podzemními komunisty a v září 1949 vstoupil do Čínské ligy nové demokracie mládeže, předchůdkyně Komunistické ligy mládeže Číny. Roku 1949 založil klub Hok Yau, který byl zodpovědný za nábor mládeže pro komunistickou věc. Klub přestal fungovat v letech 1952-1953 poté, co byl rozbit hongkongským policejním zvláštním oddělením. Od roku 1952 působil Szeto Wah jako učitel. Po obnovení činnosti klubu v roce 1953 byl Szeto Wah ve volbách do vedení v letech 1957 a 1958 sesazen "rudou frakcí" studentů kteří studovali na prokomunistických školách, která působila proti "šedé frakci" absolventů anglických škol jako byl Szeto.
Szeto Wah nebyl nikdy v životě ženatý. Veřejně přiznaný románek prožil pouze se svou kolegyní, učitelkou Wong Siu-yung, která zemřela v 80. letech. Pod jejím vlivem se Szeto nechal 8. dubna 1985 pokřtít. Žil se svou mladší sestrou ve čtvrti Mong Kok. Jeho bratr Szeto Keung nastoupil v 50. letech do státní hongkongské pobočky zpravodajské agentury Nová Čína.
V roce 1960 byl Szeto Wah poslán na místo redaktora levicového týdeníku Children's Weekly, který byl zrušen roku 1966. Zároveň se v roce 1961 stal ředitelem základní školy GCEPSA Kwun Tong. V roce 1971 se aktivně zapojil do opoziční kampaně učitelů a byl zakládajícím místopředsedou Hongkongské unie profesionálních učitelů (HKPTU) v roce 1972. Roku 1974 byl zvolen předsedou HKPTU a tuto funkci zastával až do roku 1990. PTU se i nadále rozrůstala ve významnou odborovou a nátlakovou skupinu a Szeto Wah se stal jednou z nejvlivnějších osob na hongkongské politické scéně poloviny 70. let a ochráncem nezávislosti PTU proti komunistické infiltraci.
Po přijetí Zákona o národní bezpečnosti se HKPTU stal cílem nevybíravých útoků komunistického tisku a vládní deník People’s Daily ho v červenci 2021 označil za nádor, který musíbýt odhalen a odstraněn. Fung Wai-wah, předseda Hongkongského odborového svazu učitelů, na tiskové konferenci uvedl, že politická a sociální situace v Hongkongu se stala "drastickou" a svaz není schopen najít řešení. V srpnu 2021 HKPTU, který zastupuje 90 % hongkongských učitelů a má 95 000 členů, kterým zajišťoval služby od pojištění, právních a odborných poradenských služeb a lékařských a zubních klinik až po slevové supermarkety a cestovní zájezdy, oznámil že ukončí činnost.
V 80. letech během čínsko-britských jednání o suverenitě Hongkongu Szeto Wah vyzýval k obnovení čínské suverenity nad Hongkongem a byl zastáncem demokratické Číny a Hongkongu. Koloniální vláda Hongkongu zpočátku Seto Waha vnímala jako prokomunistického potížistu, ale v následujících letech se stal jedním z nejvýznamnějších prodemokratických politiků v Hongkongu. V prosinci 1984 byl Szeto Wah pozván pekingskou vládou, aby byl svědkem podpisu čínsko-britské společné deklarace a roku 1985 byl poprvé zvolen do koloniálního zákonodárného sboru prostřednictvím nově vytvořeného funkčního volebního obvodu učitelů. Zasedl v hongkongském výboru pro přípravu základního zákona Hongkongu, miniústavy zvláštní správní oblasti Hongkongu platnou po roce 1997. V redakčním výboru se setkal s dalším podobně smýšlejícím advokátem Martinem Lee, s nímž se v následujících letech začal zasazovat o další demokratizaci.
Szeto Wah začal aktivně prosazovat rychlejší tempo demokratizace. Dne 27. října 1986 se spojilo 91 organizací, které vytvořily Společný výbor pro podporu demokratické vlády, aby prosadily návrh "Skupiny 190", který požadoval, aby polovina křesel v Legislativní radě byla roku 1988 volena přímo. Proti rozhodnutí vlády zavést přímé volby až v roce 1991 protestovali demokraté, kteří spálili papírovou chromou kachnu, aby zesměšnili ústup hongkongské vlády před nátlakem Pekingu. Společný výbor rovněž požadoval, aby byly do základního zákona zahrnuty přímé volby hlavního představitele a zákonodárné rady počínaje rokem 1997. Proti návrhu "Skupiny 190" se postavil velmi konzervativní návrh Louise Cha a Cha Chi-minga podporovaný Pekingem. Szeto Wah a Martin Lee byli nakonec jedinými dvěma předkladateli, kteří v redakčním výboru hlasovali proti tomuto návrhu. Oba rezignovali v důsledku protestů na náměstí Nebeského klidu v roce 1989, které Peking krvavě potlačil. Pekingské úřady je ostře kritizovaly, označily je za "podvratné" a odepřely jim vstup na pevninu.
Roku 1990, před prvními přímými volbami do Legislativní rady Hongkongu, založil s dalšími prodemokratickými aktivisty stranu United Democrats of Hong Kong (UDHK), která získala 14 z 18 volených míst ve volbách roku 1991. Strana UDHK se roku 1994 transformovala v Demokratickou stranu a roku 1995 znovu získala 12 z přímo volených 20 míst v Legislativní radě. Demokraté bojkotovali Prozatímní legislativní radu ustanovenou Pekingem, protože ji považovali za neústavní.
Szeto Wah také zahájil petiční hnutí jako občanský šéf vlády, aby zpochybnil první volbu šéfa vlády v roce 1996, kterou provedla Pekingem kontrolovaná 400členná výběrová komise. Szeto nakonec nashromáždil více než 104 000 podpisů s jejich identifikačními čísly. Volby nakonec vyhrál lodní magnát Tung Chee-hwa, který byl vybrán Pekingem.
Szeto Wah a další demokraté kandidovali v prvních volbách do hongkongské Legislativní rady v květnu 1998, v nichž Szeto Wah a Li Wah-ming získali přibližně 145 000 hlasů a obsadili dvě ze tří křesel ve východním Kowloonu. Přestože prodemokraté získali 20 křesel, jejich vliv byl vyvážen propekingskými poslanci zvolenými prostřednictvím desetičlenného volebního výboru. Szeto Wah byl znovu zvolen v roce 2000 a v roce 2004 se rozhodl odejít do důchodu.
Dne 25. května 2007 byl Szeto Wah jedním z osmi lidí, kteří byli zatčeni a obviněni za projev v rozhlasovém pořadu vysílaném nelicencovanou radiovou stanicí Citizen’s Radio na téma protestů na náměstí Nebeského klidu v roce 1989.

### Hongkongská aliance na podporu vlasteneckých demokratických hnutí Číny
Protesty na náměstí Nebeského klidu se staly bodem zlomu ve vztahu mezi Szeto Wahem a komunistickou stranou. Společný výbor pro podporu demokratické vlády se od května aktivně podílel na vyjadřování podpory studentským protestům v Pekingu. Dne 20. května zorganizoval shromáždění proti vládnímu stannému právu, které přilákalo velké množství účastníků, přestože se konalo během tajfunu. Následujícího dne se asi milionový dav demonstrantů zúčastnil shromáždění pochodujícího z Chater Road v centru města na závodiště Happy Valley. Společný výbor oznámil svou reorganizaci na Hongkongskou alianci na podporu vlasteneckých demokratických hnutí Číny. Předsedou Aliance byl zvolen Szeto Wah, který v této funkci setrval až do své smrti v roce 2011.
Pod jeho předsednictvím si Aliance stanovila několik cílů, včetně rehabilitace prodemokratického hnutí z roku 1989. Od roku 1990 byl také zodpovědný za každoroční pořádání vzpomínkových akcí na masakr na náměstí Nebeského klidu a svíčkové vigilie ve Viktoriině parku. Po předání Hongkongu Číně došlo k obnovení účasti na svíčkové vigilii v roce 2009. Guvernér David Wilson a šéf vlády Tung Chee-hwa třikrát požádali Szeta o rozpuštění aliance, ale Szeto to odmítl.
Szeto Wah sehrál významnou roli při získávání podpory hongkongské veřejnosti pro demokratické hnutí na náměstí Nebeského klidu a následně při operaci Yellowbird, při níž byli zachráněni hledaní demokratičtí aktivisté. Na základě prodemokratické podpory také spoluzaložil hongkongskou stranu United Democrats of Hong Kong, která se zúčastnila prvních přímých voleb do Legislativní rady a která se později transformovala v Demokratickou stranu. Roku 1997 mu humanitární organizace Člověk v tísni udělila cenu Homo Homini za jeho za dlouholeté vystupování proti diktatuře v Číně, snahu o demokratizaci Hongkongu a v neposlední řadě za výjimečné odhodlání a odvahu pokračovat v boji za dodržování lidských práv přímo na místě i po převzetí Hongkongu komunistickou Čínou.
Szeto Wah zůstal neoficiálním parlamentním sekretářem Demokratické strany. V roce 2004 odešel z Legislativní rady a zachoval si svůj vliv v pandemokratickém táboře. V roce 2010 vedl umírněnou frakci tábora, která se postavila proti radikály vedenému hnutí Referendum o pěti volebních obvodech, a sehrál významnou roli při vypracování revidovaného návrhu balíčku volební reformy při jednání demokratů s pekingskými úřady.
V prosinci 2009 byla Szeto Wahovi diagnostikována rakovina plic v terminálním stádiu a podstoupil chemoterapii. Předsedou Hongkongské aliance zůstal až do své smrti v roce 2011 ve věku 79 let.

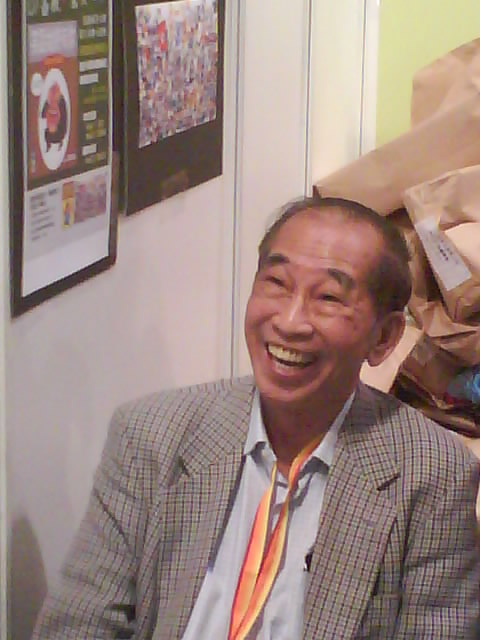
Szeto Wah (2007)
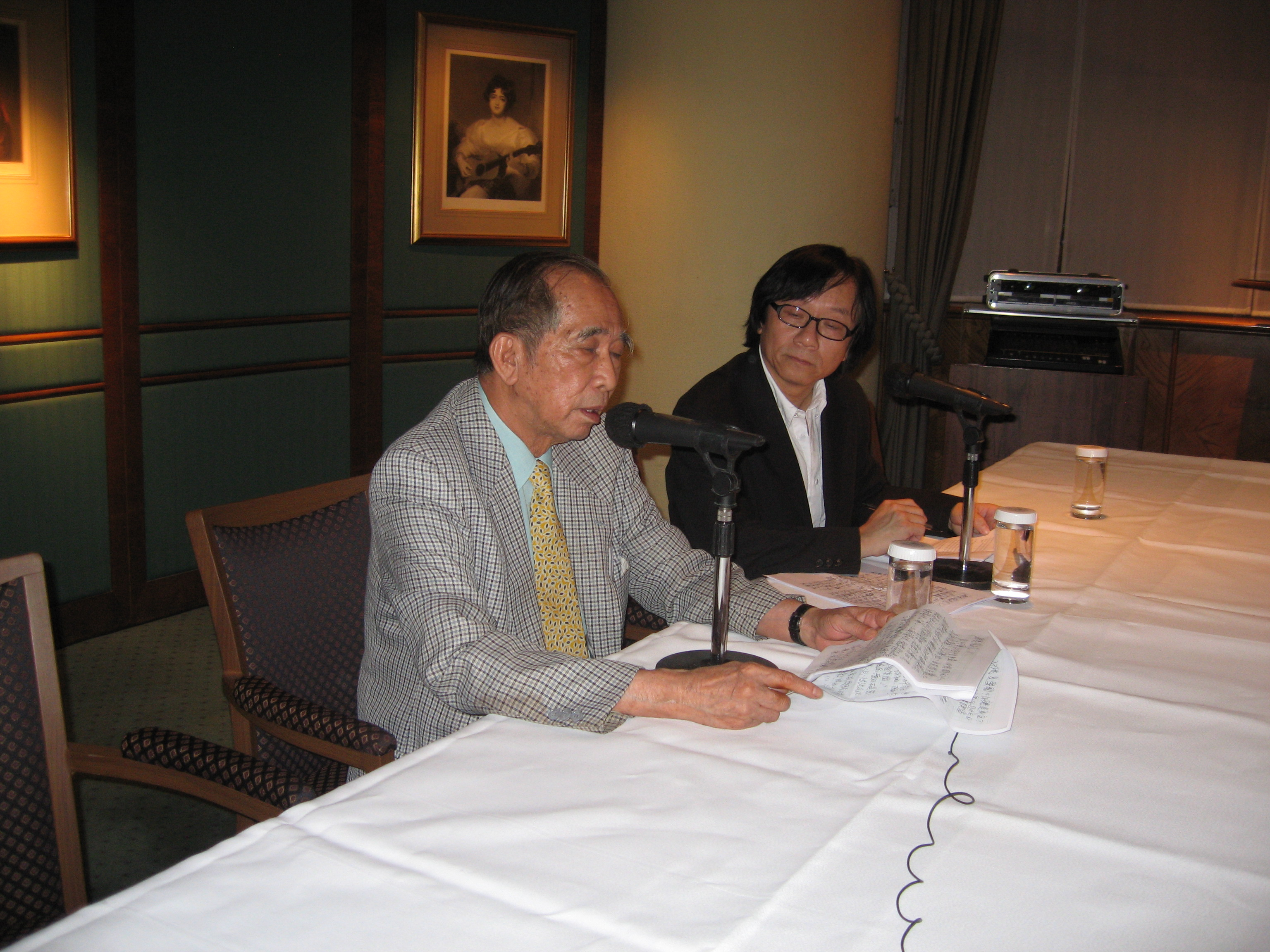
Szeto Wah (2007)
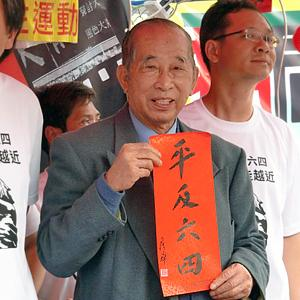
Szeto Wah (2010)
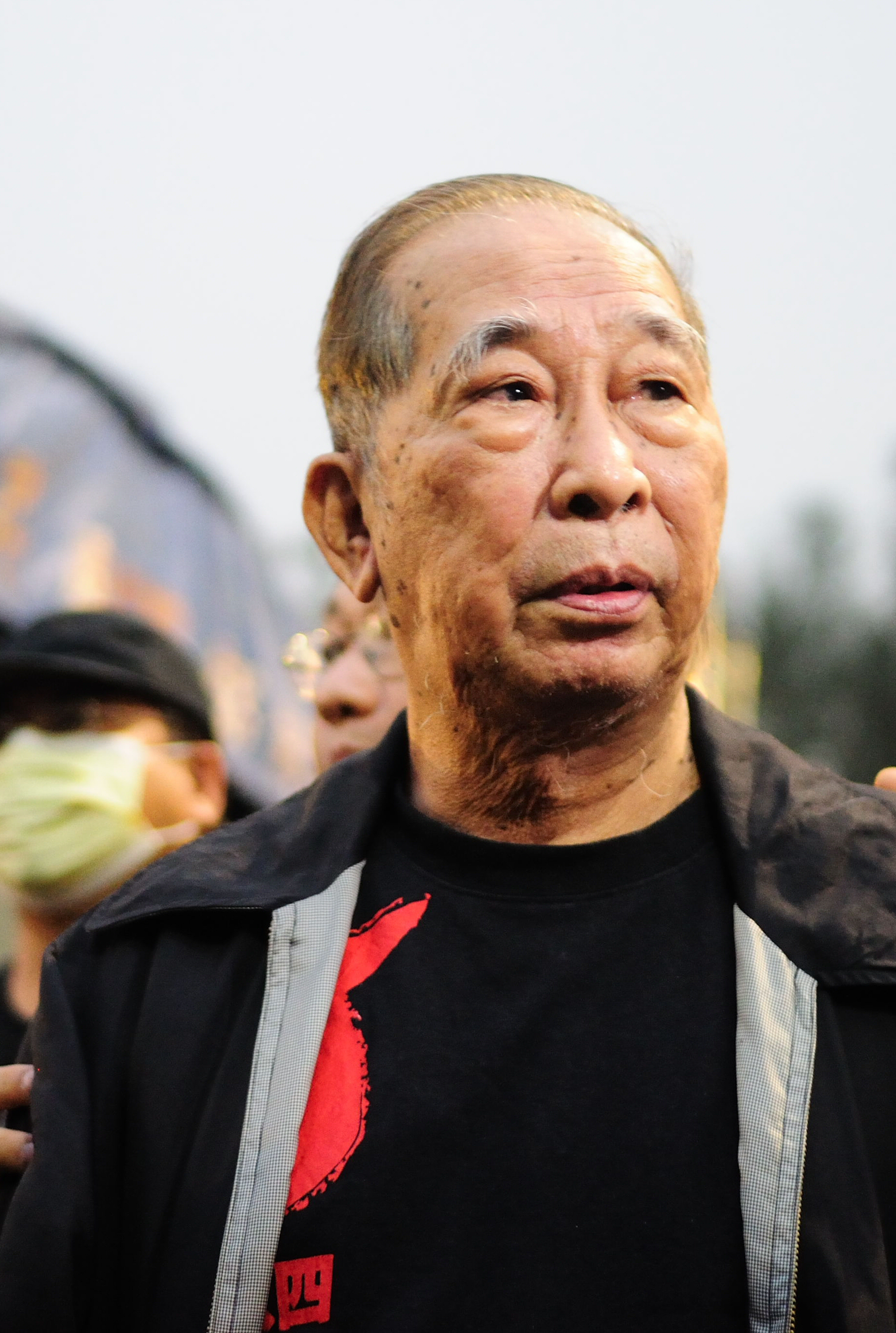
Szeto Wah při 21. svíčkové vigilii (2010)
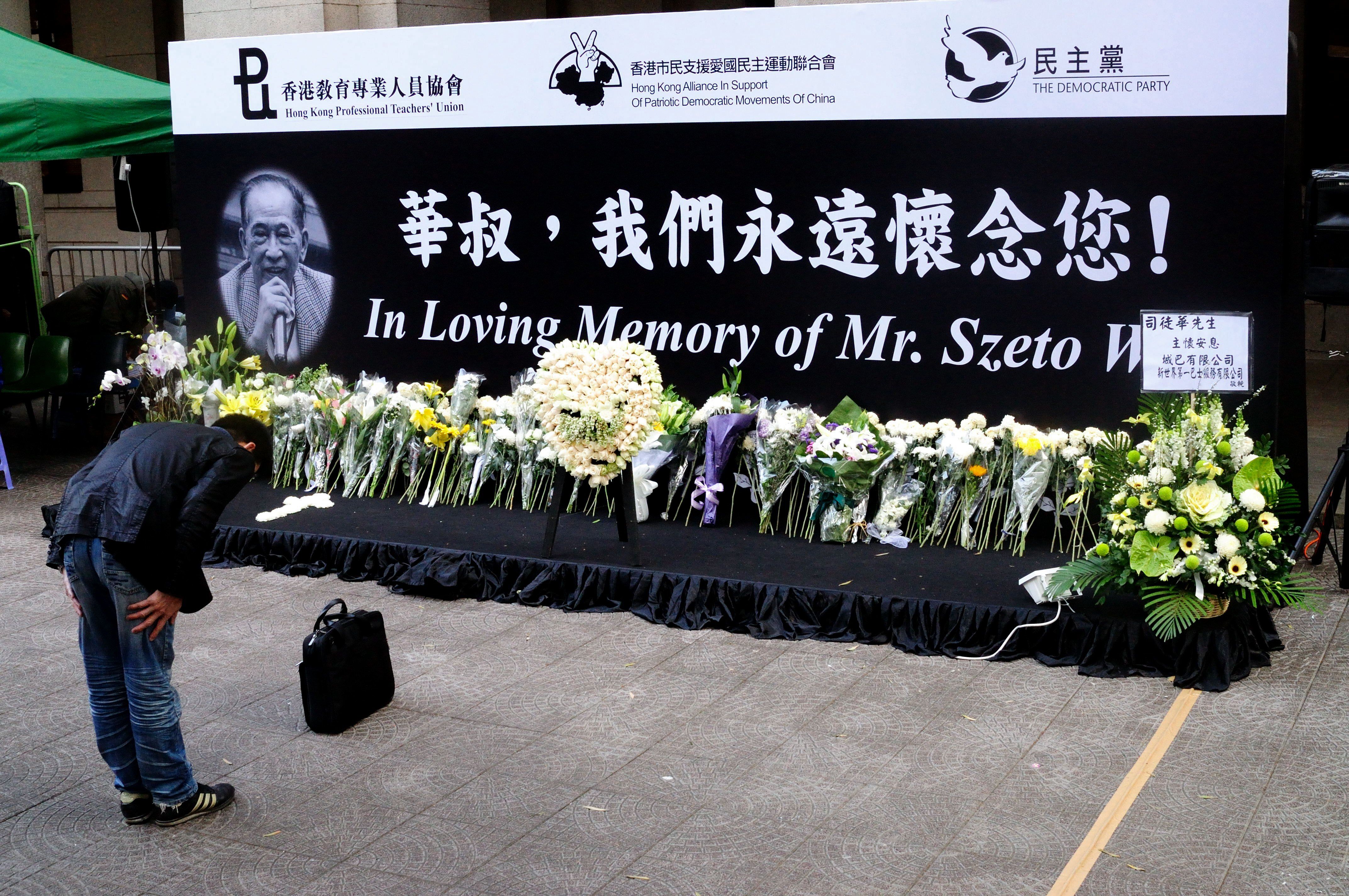
Szeto Wah, pohřeb (2011)